# Tarzanippo, uomo selvatico
Tarzanippo, uomo selvatico (Frank Duck Brings 'em Back Alive) è un film del 1946 diretto da Jack Hannah. È un cortometraggio animato della serie Donald & Goofy, prodotto dalla Walt Disney Productions e uscito negli Stati Uniti il 1º novembre 1946, distribuito dalla RKO Radio Pictures. In Italia è oggi più conosciuto col titolo Tarzan Pippo.
Come suggerisce il titolo inglese, nell'edizione originale del film Paperino interpreta un esploratore di nome Frank Duck. In quella italiana invece viene usato il nome di Paperino.

## Trama
Il selvaggio Pippo vive in una giungla situata vicino a un corso d'acqua. Un giorno l'esploratore Paperino si reca con la sua barca nella giungla, con l'intento di fare di Pippo un'attrazione per il circo Ajax. Quando lo incontra, gli fa firmare un contratto, ma lui si mangia sia la penna che il foglio. Paperino allora lo insegue per catturarlo, ma Pippo si dimostra più intelligente del papero, e così l'inseguimento continua in vari modi assurdi. A un certo punto Paperino insegue Pippo in una grotta, in cui poco dopo entra anche un leone, intenzionato a mangiarli. I due escono quindi dalla grotta, con i vestiti inspiegabilmente scambiati, e Pippo se ne va con la barca di Paperino. Il papero si trova così costretto a fuggire dal leone usando le liane, prendendo di fatto il posto di Pippo.

## Distribuzione

### Edizione italiana
L'unico doppiaggio italiano conosciuto è quello realizzato dalla Royfilm nel 1993 per l'inclusione nel quarto volume della collana di VHS VideoParade e usato in tutte le successive occasioni.

### Edizioni home video

#### VHS
- VideoParade vol. 4 (febbraio 1993)

#### DVD
Il cortometraggio è incluso nel DVD Walt Disney Treasures: Semplicemente Paperino - Vol. 2.